# Атропатена
Атропате́на (или Мидия Атропатена, Малая Мидия, др.-перс. Āturpatkān, пехл. Āturpātākān, классический перс. Āδarbāδāgān/Āδarbāyagān‎, греч. ᾿Ατροπατήνη,  визант. греч. Άδραβιγνων, сирийск. Aδorbāyγān, арм. Ատրպատական, араб. آذربایجان‎) — историческая область и древнее государство на северо-западе современного Ирана. Примерно соответствует территории Иранского Азербайджана и юго-восточных районов нынешней Азербайджанской Республики (южнее Куры и Аракса). Столица — Газака.

## Название
Название Ātur-patkān буквально значит «Владение Атурпата» и образовано от имени основателя царства — персидского дворянина Атропата (Атурпат, Āturpāt, авестийское Atərəpāta — буквально «Охраняющий огонь») с помощью иранского суффикса *-kān, используемого для формирования топонимов. Имя «Атурпат» засвидетельствовано вплоть до эпохи Сасанидов, так, например, в IV веке н. э. визирь и верховный жрец шаха Шапура II носил имя Атурпат-и-Махраспандан.
В исламскую эпоху это название трансформировалось в современное «آذربایجان» — «Азербайджан» (через «Адарбадган»), при изменении первой части с трансформацией интервокальной *t > δ в *āδar- > *āzar-, под фонетическим влиянием арабского языка.
Иранское название Атропатена — наиболее древнее из известных науке названий Азербайджана, дошедшее до нас из греческих источников. Впоследствии оно видоизменялось, приняв у персов форму «Адербадаган», у армян — «Атрпатакан», у арабов — «Адербайджан» и «Азербайджан», означал «страну огня», что было связано с широким распространением здесь огнепоклонничества.

## Территория
Основной территорией Атропатены была гористая область к востоку от озера Урмия — юг современных останов Западный и Восточный Азербайджан и Ардебиль, север остана Курдистан, остан Зенджан и зона Талышских гор. В III веке до н. э. территория Атропатены расширялась на север до понтийских регионов Фасиса и Колхиды, однако обычно её территория ограничивалась бассейном реки Аракс.
В первой половине II века до н. э. в войнах с армянским царём Арташесом I Атропатена потеряла значительные территории на севере, а именно своё каспийское побережье, Фавнитиду и юго-восточный Васпуракан (к востоку от озера Ван), отошедшие с тех пор к Великой Армении.

## Население

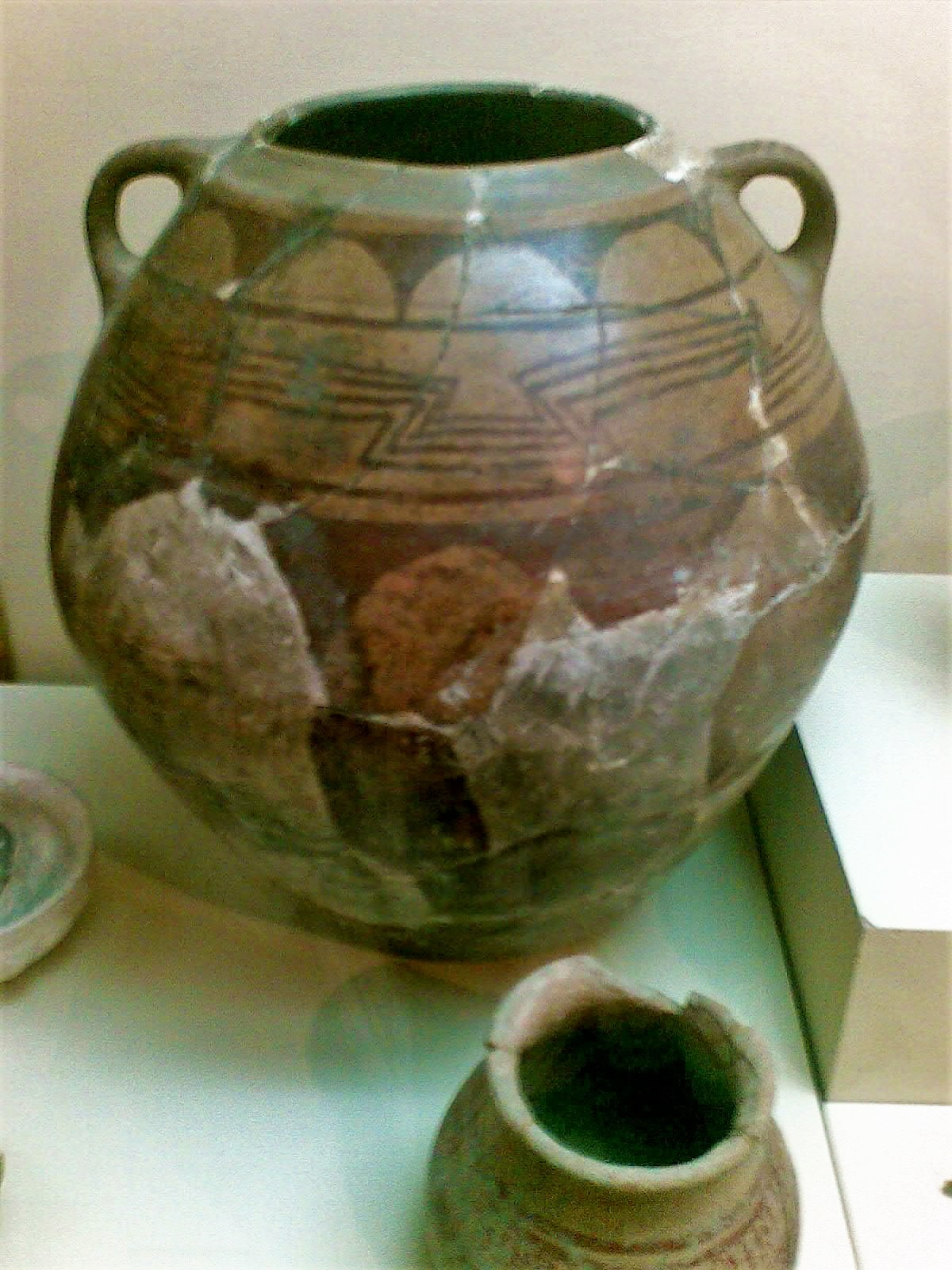
Керамические изделия, произведённые в Атропатене (Музей истории Азербайджана).

Население Атропатены изначально состояло из иранских и автохтонных доиранских (видимо, кавказских на востоке и хуррито-урартских на западе) племён, в дальнейшем полностью иранизировалось. Страбон перечисляет племена Атропатены на начало нашей эры: «горные племена кадусиев, амардов, тапиров, киртиев и другие бродячие и разбойничьи народности», особо выделяя по значению и численности кадусиев. Из них амардами (мардами) и киртиями называли вообще иранские кочевые племена, причём от названия киртиев, по-видимому, произошло название курдов. Кадусии, также, несомненно, иранское племя, обычно считаются предками талышей. Ко временам Страбона в Атропатене уже существовал общенародный язык (язык-койнэ) — среднемидийский, потомком которого в Средние века был язык азери (азари), исчезнувший индоевропейский язык иранской языковой группы. В Раннем Средневековье население Атропатены/Азербайджана говорило как на иранском языке aзери, так и на стандартном персидском языке. Известный арабский историк X века Масуди пишет:
Персы — это народ, населяющий горы Махат и Азербайджан вплоть до Армении и Аррана, Байлекан и Дербент, Рей и Табаристан, Маскат и Шабаран, Джурджан и Абаршахр, то есть Нишапур, Герат и Мерв и другие области в земле Хорасана, Седжистан, Керман, Фарс и Ахваз… Все эти земли были когда-то единым царством с одним царём и одним языком… хотя язык немного отличается… Существуют различные языки, такие, как пехлеви, дари, азери и другие персидские языки.
В северо-восточных областях говорили на армянском.
В XI веке там впервые начинают появляться огузы-сельджуки, в XIII веке, во времена монгольского завоевания, их число увеличивается, и во времена Сефевидов (XVI—XVIII века) местное иранское население окончательно переходит на тюркский язык (то есть современный азербайджанский), хотя островки, говорящие на связанных с азери иранских языках — тати и талышском, сохраняются поныне.

## Столица

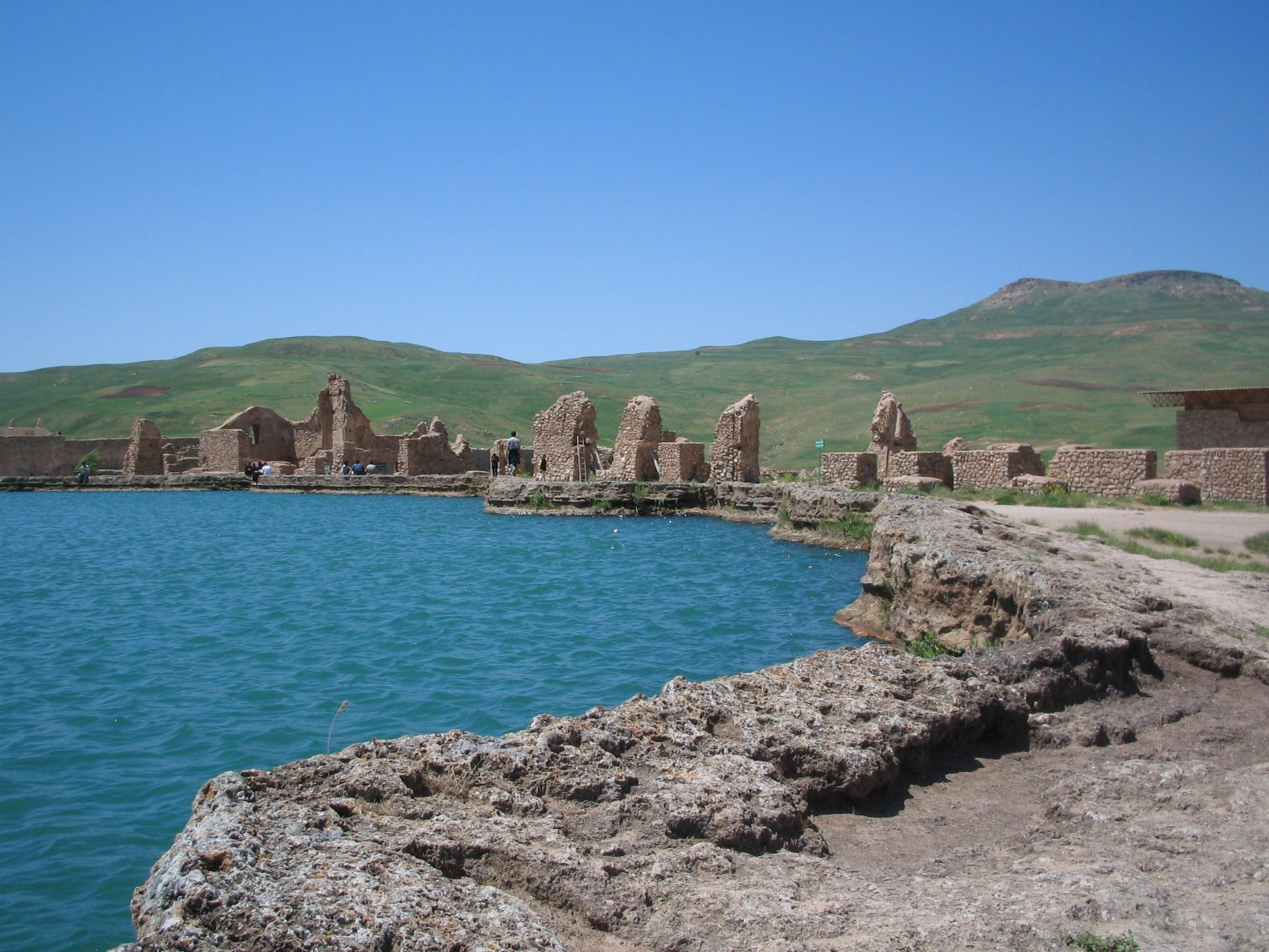
Тахти-Сулейман. Развалины крепости Газаки

Летней столицей Атропатены был город Ганзак, средневековый Шиз — современный Текаб в провинции Западный Азербайджан. Главное святилище Адур-Гушнасп находилось в 25 км к северо-востоку, сейчас его развалины называются Техте-Сулейман. В некоторых источниках столицу Ганзак отождествляют непосредственно с Техте-Сулейманом. Ко времени арабского завоевания столица, видимо, располагалась в Ардебиле.

## История

Атропатена в составе армянской державы Тиграна Великого (I век до н. э.)

Ранее на территории Атропатены существовало древнее государство Манна, которое было захвачено Мидией, чьё население (кутии, луллубеи, позже скифы) полностью иранизировались. После захвата Мидии персами около 550 года до н. э. территория входила в состав Мидийской сатрапии Ахеменидского государства. К моменту завоевания Александром Македонским (331 год до н. э.) Мидией правил сатрап Атропат, который признал Александра царём и сохранил пост. При первом разделе наследства Александра (323 год до н. э.) он был смещён (на его место был назначен македонянин Пифон), но сохранил власть над меньшей, северной частью страны, которая стала называться либо Малая Мидия, либо Мидия Атропатена (букв. «Атропатская Мидия»). Впоследствии слово «Мидия» в названии перестало употребляться.
В эпоху Селевкидов Мидия Атропатена существовала как самостоятельное государство, управляемое потомками Атропата, но номинально подчинённое Селевкидам. История её на протяжении большей части III века до н. э. неясна, к 222—220 годам до н. э. древнегреческий историк Полибий упоминает царя Атропатены Артабазана как владетеля обширной территории не только к югу, но и к северу от Аракса и союзника мятежного сатрапа Мидии против селевкидского царя Антиоха III. Как видно из Полибия, к 200 году до н. э. Атропатена достигла максимального территориального расширения (Полибий даже утверждает, что она владела верховьями Фасиса, то есть Риони, в чём современные учёные, однако, сомневаются); однако в начале II века атропатенцы потерпели поражение от армянского царя Арташеса I, который отнял у них Каспиану (Пайтакаран), Басорепиду (Васпуракан) и Фавнитиду. Вслед за тем Атропатена попадает в зависимость от Парфянского царства, кроме 80—60-х гг. I в. до н. э., когда она принадлежала победившему парфян армянскому царю Тиграну II. Атропатеной тогда правил царь Дарий, который упоминается античными авторами среди подвластных Тиграну царей во время его сражений с римлянами.
В 36 году до н. э. римский триумвир Антоний в союзе с армянским царём Артаваздом (сыном Тиграна) вторгся в Атропатену, но потерпел поражение; в следующем году, наоборот, царь Артавазд Мидийский заключил союз с Антонием против парфян и Артавазда Армянского. В период правления Ариобарзана, союзника Рима, Октавиан Август отдал ему царскую корону Армении, однако он смог процарствовать всего 2 года, со 2 по 4 годы н. э. Передача царской власти в руки атропатенского царя вызвала волну мятежа в Армении. После смерти Ариобарзана римляне передали царскую корону Армении сыну Ариобарзана, Артавазду II, ставшему также царём Армении под именем Артавазда III. В начале I века н. э. парфянский царь Артабан II сделал своего сына царём Атропатены, в дальнейшем все цари страны происходили из рода Аршакидов. После падения династии Аршакидов Атропатена вошла в состав государства Сасанидов.
На Пасху 628 года византийское войско во главе с императором Ираклием захватило столицу Атропатены — город Ганзак.
В середине VII века (между 639 и 643 годами) Атропатена была завоёвана Арабским халифатом и образовала отдельную провинцию в его составе со столицей в городе Ардебиль. Во время арабского завоевания летняя столица Атропатены была расположена в Ардебиле.
Позднее территория Атропатены была ядром нескольких средневековых династий вассалов Халифата: Саларидов, Саджидов (879—929), Раввадидов. В 1092—1140 годах входила в состав Сельджукского государства. После его распада на территории Атропатены образовалось государство Ильдегизидов. В XII веке эти земли входили в состав государства Хорезмшахов, затем были завоёваны монголами и вошли в состав государства Ильханов. В 1335—1432 годах здесь правила династия Джалаиридов.

## Правители
Атропатиды
- Атропат (323 — ок. 300 до н. э.)
- неизвестный по имени царь

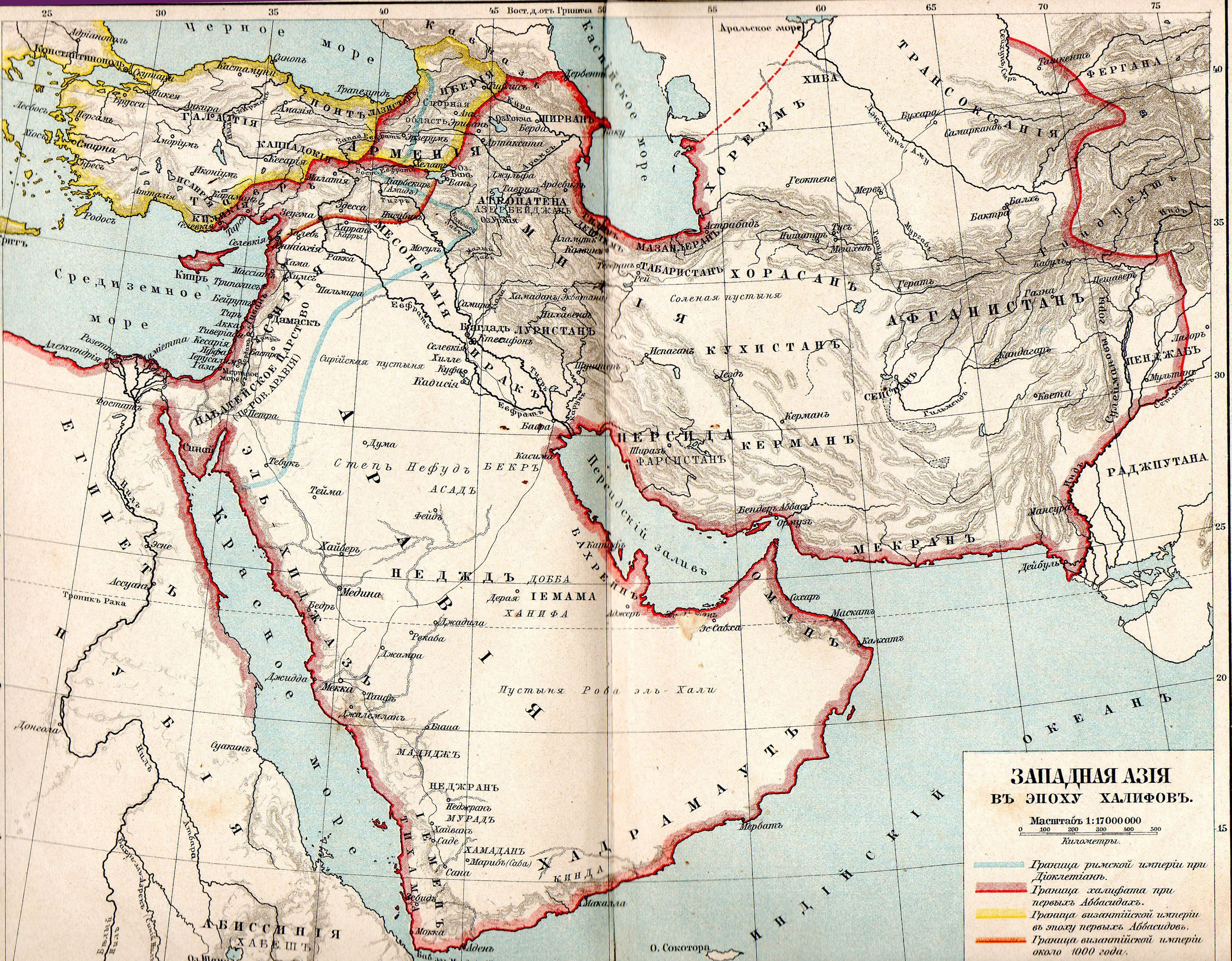
Атропатена в составе Арабского халифата

- Артавазд I (Artabazanes) (ок. 270 — после 220 до н. э.)
- неизвестный по имени царь
- Митрадат (Mithradates) (до 85 — ок. 66 до н. э.)
- Дарий (Dareios) (ок. 66/65 до н. э.)
- Ариобарзан I (Ariobarzanes) (ок. 65 — ? до н. э.)
- Артавазд[38] (Artavasdes) (до 36 — ок. 31 до н. э.)
- прямое подчинение парфянскому царю
- Ариобарзан II Атропатенский (Ariobarzanes) (20 — ок. 6 до н. э.)

Аршакиды
- Артабан II (Artabanos) (ок. 6 до н. э. — 10/11 н. э.)
- Вонон II (Vonones) (10/11 — 51)
- Пакор (Pakoros) (51 — после 72), последний известный царь

## Значение для зороастризма
Был один из религиозных центров Персии. В начале нашей эры этот район приобрёл особое религиозное значение — с ним стали связывать легенды о деятельности основателя зороастризма Заратуштры, здесь находился один из трёх «великих» храмов огня зороастрийцев Адур-Гушнасп (городище Техте-Сулейман), раскопанный немецкой археологической экспедицией. Он считался одним из трёх главных зороастрийских храмов, притом величайшим из них, так как принадлежал царской семье и сословию воинов, тогда как два других, Адур-Фарнбаг в Фарсе и Адур-Бурзснмих в Хорасане, принадлежали соответственно сословию магов и сословию ремесленников и земледельцев. Согласно некоторым легендам, город Урмия считался родиной пророка Заратуштры.